# Metebach
Metebach este o comună din landul Turingia, Germania.